# Куилеут (индейская резервация)
Куилеут (англ. Quileute Indian Reservation) — индейская резервация, расположенная на Северо-Западе США в западно-центральной части штата Вашингтон.

## История
Первые официальные переговоры с правительством Соединённых Штатов состоялись в 1855 году, когда Айзек Стивенс и куилеуты подписали договор в 1855 году, согласно которому, племя было вынуждено переселиться в индейскую резервацию Куинолт. В 1889 году, после многих лет борьбы куилеутов за свою резервацию, указом президента США Гровера Кливленда она была создана. 

## География
Резервация расположена в западно-центральной части штата Вашингтон на западе полуострова Олимпик в округе Клаллам, находится в устье реки Куиллейут на тихоокеанском побережье.
Общая площадь резервации составляет 8,78 км², из них 7,4 км² приходится на сушу и 1,38 км² — на воду. Административным центром резервации является неинкорпорированное сообщество Ла-Пуш.

## Демография
По данным федеральной переписи населения 2000 года в резервации проживал 371 человек.
В 2019 году в резервации проживало 406 человек. Расовый состав населения: белые — 19 чел., афроамериканцы — 2 чел., коренные американцы (индейцы США) — 347 чел., азиаты — 0 чел., океанийцы — 5 чел., представители других рас — 0 чел., представители двух или более рас — 33 человека. Плотность населения составляла 46,24 чел./км². Основным населенным пунктом резервации является община Ла-Пуш.